# Obponny
Ob-ponnyn är en liten och ganska ovanlig hästras av ponnytyp som utvecklats i Sibirien i Ryssland. Namnet kommer från floden Ob som rinner i närheten av det område, känt för sitt hårda klimat och brist på bete, där ponnyerna föds upp. Ponnyerna har lite av ett kallblodsutseende med grovt hovskägg och kraftig exteriör. Det tuffa, kalla klimatet har gjort ponnyerna tuffa, motståndskraftiga och de lever i genomsnitt längre än många andra hästraser.   

## Historia
Obponnyn utvecklades i västra Sibirien i närheten av floden Ob. Det finns inga dokumentationer om hur eller när Ob-ponnyn utvecklades men likheter finns mellan bland annat den sibiriska Yakutponnyn och en del kinesiska ponnyraser. Ob-ponnyns utseende vittnar även om att ponnyerna korsats med tyngre kallblodshästar.
De första forskningarna om rasen gjordes inte förrän 1936. Genetiska tester visade då ett tydligt släktskap med den asiatiska vildhästen Przewalski, som även visar sig i de primitiva färger och tecken som Ob-ponnyn ofta uppvisar. Idag är Ob-ponnyn väldigt ovanlig och används fortfarande som jordbruks- och packhäst i Sibirien. De flesta renrasiga Ob-ponnyer finns enbart i den norra delen av det område runt Ob-floden där de avlas. I den södra delen av området korsas Ob-ponnyerna ofta med större kallblodshästar och travhästar som t.ex. den ryska travaren och Orlovtravaren för att skapa en lättare ponny som kallas Narymponny. 

## Egenskaper
Ob-ponnyn har troligtvis existerat i flera hundra år i Sibirien och har då utvecklats ur Przewalskihästen, vilket tydligt syns i ponnyernas utseende. Alla färger är tillåtna men vanligast är de primitiva bork och black-färgerna, ofta med primitiva tecken som en mörkare ål längs ryggraden eller zebratecken på benen. Inslaget av tyngre kallblodshästar syns även tydligt då ponnyerna ofta har kraftigt hovskägg på benen och en riktigt grov exteriör med kraftig bakdel och starka ben. Huvudet är även det ganska grovt med en tydligt utåtbutande nosprofil. Ponnyn är dock ganska högställd, med en kort kropp i jämförelse med benen som ser ganksa långa ut på ponnyn. 
Ob-ponnyerna avlas upp på ett sätt som är optimalt för arbetshästar i Sibirien. De jobbar hårt under hela vintern som packdjur och inom skogsbruket. Under tidig höst och sen vår när klimatet är något varmare får ponnyerna arbeta inom jordbruket. Under sommaren får istället hästarna ledigt för att beta och äta upp sig då de Sibiriska tundrorna är väldigt fattiga på bete under resten av året. Ponnyerna får ofta jobba ända tills de blir upp mot 20 år gamla, men Ob-ponnyerna lever ofta väldigt länge och det hårda klimatet har gjort dem sunda och motståndskraftiga mot sjukdomar. 
Klimatet i Sibirien är känt för att vara kallt med mycket snö och hårda vindar och detta klimatet har gjort Ob-ponnyn till en råstark ponny och det typiska kallblodstemperamentet har tydligt gått i arv hos ponnyn som är väldigt lätthanterligt och med ett stabilt humör. Ponnyerna är även fertila och lättfödda och billiga i drift. 